# Meeting International Mohammed VI d’Athlétisme 2017
Meeting international Mohammed VI d’athlétisme de Rabat 2017 – mityng lekkoatletyczny, który odbył się 16 lipca w Rabacie. Zawody były dziesiątą odsłoną prestiżowej Diamentowej Ligi w sezonie 2017.

## Wyniki

### Mężczyźni
| Konkurencja:                  | 1. miejsce          | Rezultat   | 2. miejsce             | Rezultat | 3. miejsce               | Rezultat   |
| Bieg na 100 m                 | Chijindu Ujah       | 9,98 MR    | Ben-Youssef Meïté      | 10,01    | Nethaneel Mitchell-Blake | 10,18      |
| Bieg na 200 m                 | Andre De Grasse     | 20,03 MR   | Ameer Webb             | 20,18    | Zharnel Hughes           | 20,22 =SB  |
| Bieg na 800 m                 | Nijel Amos          | 1:43,91    | Kipyegon Bett          | 1:44,28  | Donavan Brazier          | 1:44,62    |
| Bieg na 3000 m                | Abdalaati Iguider   | 7:37,82 SB | Adel Mechaal           | 7:38,35  | Soufiyan Bouqantar       | 7:38,65 PB |
| Bieg na 3000 m z przeszkodami | Soufiane El Bakkali | 8:05,12 PB | Jairus Kipchoge Birech | 8:10,91  | Amos Kirui               | 8:12,18    |
| Skok wzwyż                    | Andrij Procenko     | 2,29       | Robert Grabarz         | 2,27     | Tichomir Iwanow          | 2,27       |
| Skok o tyczce                 | Paweł Wojciechowski | 5,85       | Raphael Holzdeppe      | 5,70     | Piotr Lisek              | 5,70       |
| Skok w dal                    | Rushwal Samaai      | 8,35       | Jarrion Lawson         | 8,33 SB  | Yahya Berrabah           | 8,14       |
| Pchnięcie kulą                | Ryan Crouser        | 22,47 MR   | O’Dayne Richards       | 21,96 NR | Ryan Whiting             | 21,26      |

### Kobiety
| Konkurencja:                  | 1. miejsce            | Rezultat   | 2. miejsce         | Rezultat | 3. miejsce             | Rezultat   |
| Bieg na 100 m                 | Elaine Thompson       | 10,87 MR   | Marie Josée Ta Lou | 10,90 SB | Michelle-Lee Ahye      | 11,02      |
| Bieg na 400 m                 | Shaunae Miller-Uibo   | 49,80 MR   | Natasha Hastings   | 50,86    | Quanera Hayes          | 51,08      |
| Bieg na 1500 m                | Angelika Cichocka     | 4:01,93    | Rababe Arafi       | 4:02,19  | Brenda Martinez        | 4:02,75 SB |
| Bieg na 3000 m z przeszkodami | Gesa Felicitas Krause | 9:18,87 SB | Norah Jeruto       | 9:20,51  | Fadwa Sidi Madane      | 9:23,99 PB |
| Bieg na 400 m przez płotki    | Zuzana Hejnová        | 54,22 SB   | Janieve Russell    | 54,36    | Eilidh Doyle           | 54,92      |
| Trójsok                       | Caterine Ibargüen     | 14,51      | Kimberly Williams  | 14,31    | Paraskiewi Papachristu | 14,21      |
| Rzut oszczepem                | Barbora Špotáková     | 63,73      | Martina Ratej      | 62,46    | Tacciana Chaładowicz   | 62,38      |

## Wyniki reprezentantów Polski

### Mężczyźni
- skok wzwyż: 9. Sylwester Bednarek – 2,19
- skok o tyczce: 1. Paweł Wojciechowski – 5,85; 3. Piotr Lisek – 5,70
- pchnięcie kulą: 4. Konrad Bukowiecki – 21,12

### Kobiety
- bieg na 1500 m: 1. Angelika Cichocka – 4:01,93

## Rekordy
Podczas mityngu ustanowiono 1 krajowy rekord w kategorii seniorów:
| Zawodnik         | Reprezentacja | Konkurencja    | Rezultat |
| ---------------- | ------------- | -------------- | -------- |
| O’Dayne Richards | Jamajka       | pchnięcie kulą | 21,96    |